# Jacques-Renaud de La Bourdonnaye
 (mars 2012).
Si vous disposez d'ouvrages ou d'articles de référence ou si vous connaissez des sites web de qualité traitant du thème abordé ici, merci de compléter l'article en donnant les références utiles à sa vérifiabilité et en les liant à la section « Notes et références ».
Pour les articles homonymes, voir Blossac.
Pour les autres membres de la famille, voir famille de La Bourdonnaye.
Jacques-Renaud de la Bourdonnaye comte de Blossac, né le 30 décembre 1660 et mort le 14 septembre 1724 à Goven, est un homme politique et aristocrate français. Il est Président à mortier au Parlement de Bretagne.

## Biographie
Fils de Louis de la Bourdonnaye de Coëtion (1627-1699) et de Louise le Tresles (1631-1703). Il hérite de son père la baronnie de Blossac qui est alors érigée en Comté.
Comte de Blossac, chevalier, seigneur de la Crosille, du Châtellier, de Bon-Espoir, de Bazouges, de Boiscriant, de Kerroland.
Il est Commissaire aux requêtes du Parlement de Bretagne en 1686, puis Conseiller en 1688 et enfin Président à mortier en 1711.

## Mariage et descendance
Il épouse le 30 octobre 1682 en la Cathédrale de Rennes Louise-Claude Le Gonidec de Penlan. De cette union, naîtront neuf enfants, dont :
- Louis Gabriel de la Bourdonnaye de Blossac.